# Spathomeles darwinista
Spathomeles darwinista is een keversoort uit de familie zwamkevers (Endomychidae). De wetenschappelijke naam van de soort werd in 1873 gepubliceerd door Dohrn.